# Дом офицеров (Алма-Ата)
Дом Армии (прежнее название Окружной дом офицеров) — здание в Алма-Ате, методический центр культурно-просветительских учреждений.

## Здание
Здание возведено в 1978 году (архитекторы Ю. Г. Ратушный, О. Н. Балыкбаев, Т. Е. Ералиев, конструктор И. П. Разин и другие). Расположен перед восточным входом в парк имени 28 гвардейцев-панфиловцев. Главный корпус выполнен в монолитном железобетонном каркасе с кирпичным заполнением стен. Протяжённый, в плане изогнутый фасад 4-этажного здания отличается строгим ритмом вертикальных пилонов, венчаемых вертикальным аттиковым этажом. Фасад сквозного прохода через здание к Вечному огню мемориала Славы оформлен барельефом из чеканной меди, расположенным над беломраморной колоннадой. Сочетание цветов — белого ракушечника аттикового этажа с чёрными прожилками камня-плитняка — придаёт зданию торжественный и праздничный вид. В отделке интерьеров широко использованы камень, алюминий, декоративные пластмассы, синтетическая кожа. В состав Дома офицеров входили: концертный зал, помещения для политико-воспитательной работы с лекционным залом, кинотеатр «Подвиг», ресторан, танцевальный зал, репетиционные залы, кино-, фото- и изостудии, административные и другие помещения.

### Первоначальный проект
По первоначальному проекту планировалось также создание площади Ленина, поэтому и здание Дома офицеров было несколько иным. Так, здание должно было быть более высокоэтажным и величественным. В плане сооружение представляло собой дугу, от ул. Гоголя до нынешнего пр. Достык, с охватом с восточной стороны парка. Здание должно было завершаться круглым в плане строением, предназначенным для театра оперетты.. Кроме того, планировался снос также и старого здания офицерского собрания (ныне Музей музыкальных инструментов), но было сохранено, так как деревянное здание подчёркивало монументальность нового строения.

## Современное состояние
В настоящее время здание носит статус бизнес-центра. В здании располагается Центральный военный оркестр министерства обороны РК, Музей Великой Отечественной войны, Координационный совет организаций ветеранов войны в Афганистане, локальных войн и ветеранов Вооруженных Сил РК. Ряд помещений на первом и других этажах со стороны улицы Калдаякова арендованы под офисы и мелкое производство. В северном крыле располагается рестобар.

## Памятник истории и культуры
Дом офицеров внесён в реестр памятников архитектуры республиканского значения (постановление Кабинета министров Казахской ССР № 10 от 28 октября 1991 года), впоследствии помещён в список памятников архитектуры и градостроительства Алма-Аты.
25 ноября 1993 года стал частью Алматинского государственного историко-архитектурного и мемориального заповедника. На территории заповедника запрещено новое строительство. Реконструкция объектов возможна исключительно с разрешения Министерства культуры Казахстана.
10 ноября 2010 года был утверждён новый Государственный список памятников истории и культуры местного значения города Алматы, одновременно с которым все предыдущие решения по этому поводу были признаны утратившими силу. В этом Постановлении был сохранён статус памятника местного значения здания Дома офицеров. Границы охранных зон были утверждены в 2014 году.